# 528
| [ Edytuj tabelę ]          |                                                                 |
| Król Aksum                 | - 520 Kaleb 540                                                 |
| Cesarz Bizancjum           | - 527 Justynian I Wielki 565                                    |
| Cesarz Chin                | - 502 Liang Wudi 549                                            |
| Król Essexu                | - 527 Aescwine 587                                              |
| Król Franków               | - 511 Childebert I 558 - 511 Teuderyk I 534 - 511 Chlotar I 561 |
| Król Kentu                 | - 522 Eormenric 560                                             |
| Patriarcha Konstantynopola | - 520 Epifaniusz 535                                            |
| Władca Korei               | - 519 Anjang 531                                                |
| Król Mercji                | - 501 Cnebba (?) 566                                            |
| Król Munsteru              | - 527 Crimthann 547                                             |
| Król Ostrogotów            | - 526 Atalaryk 534 - 526 Amalasunta (regentka) 534              |
| Papież                     | - 526 Feliks IV 530                                             |
| Król Persji                | - 488 Kawad I 531                                               |
| Król Wandalów              | - 523 Hilderyk 530                                              |
| Król Wessexu               | - 519 Cerdic 534                                                |
| Król Wizygotów             | - 526 Amalaryk 531                                              |

Rok 528 / DXXVIII
stulecia: V wiek ~
VI wiek ~
VII wiek

lata: 518 «
523 «
524 «
525 «
526 «
527 «
528
» 529
» 530
» 531
» 532
» 533
» 538

## Wydarzenia
- Cesarz wschodniorzymski Justynian I nakazał opracowanie Corpus Iuris Civilis.
- Zbudowana została Pulguksa.

## Zmarli
- Juliana Anicja, córka cesarza Olibriusza
- Prokop z Gazy, filozof bizantyński